# التنافس بين الكاميرون ومصر في كرة القدم
التنافس بين الكاميرون ومصر في كرة القدم هما أنجح منتخبين لكرة القدم في أفريقيا، حيث أستطاع المنتخب المصري الفوز ببطولة كأس الأمم الأفريقية 7 مرات وفاز منتخب الكاميرون باللقب 5 مرات.تواجه المنتخبان في نهائي البطولة في 3 مناسبات فازت مصر في مرتين في 1986 و 2008 وفازت الكاميرون في نهائي 2017 كذلك تواجه الفريقات في مباريات مصيرية يعد أبرزها مواجهة تصفيات كأس العالم 2006 حيث كان يحتاج منتخب الكاميرون للفوز على مصر بأي نتيجة للتأهل لكأس العالم لكن أنتهى اللقاء بالتعادل 1-1 في الكاميرون. ليفشل منتخب الكاميرون في الصعود ويتأهل منتخب ساحل العاج  لكأس العالم.

## التاريخ
أول لقاء جمع الفريقين كانت مباراة ودية في 23 فبراير 1983 أنتهت لصالح الكاميرون 2-0، التقى المنتخبان منذ ذلك الوقت في 28 لقاء فازت مصر في 12 مباراة بينما فازت الكاميرون في 7 مواجهات وكان التعادل حاضراً في مباريات المنتخبين خلال 9 لقاءات أخرى.

## المباريات
| التاريخ        | الكاميرون | النتيجة | مصر | المنافسة                                                     |
| -------------- | --------- | ------- | --- | ------------------------------------------------------------ |
| 23 فبراير 1983 | الكاميرون | 2–0     | مصر | مباراة ودية                                                  |
| 26 فبراير 1983 | الكاميرون | 1–1     | مصر | مباراة ودية                                                  |
| 29 مايو 1983   | الكاميرون | 0–4     | مصر | مباراة ودية                                                  |
| 4 مارس 1984    | الكاميرون | 1-0     | مصر | كأس الأمم الأفريقية 1984 (دور المجموعات)                     |
| 3 يوليو 1984   | الكاميرون | 1–2     | مصر | مباراة ودية                                                  |
| 3 فبراير 1985  | الكاميرون | 1–0     | مصر | مباراة ودية                                                  |
| 6 فبراير 1985  | الكاميرون | 0–0     | مصر | مباراة ودية                                                  |
| 29 مارس 1985   | الكاميرون | 1–2     | مصر | مباراة ودية                                                  |
| 31 مارس 1985   | الكاميرون | 1–2     | مصر | مباراة ودية                                                  |
| 31 مارس 1986   | الكاميرون | 0–0     | مصر | نهائي كأس الأمم الأفريقية 1986 (فازت مصر بركلات الترجيح)     |
| 9 أغسطس 1987   | الكاميرون | 0–0     | مصر | الألعاب الأفريقية 1987 (فازت مصر بركلات الترجيح)             |
| 14 مارس 1988   | الكاميرون | 1–0     | مصر | دور المجموعات في كأس الأمم الأفريقية 1988                    |
| 1 ديسمبر 1991  | الكاميرون | 1–1     | مصر | مباراة ودية                                                  |
| 20 يوليو 1992  | الكاميرون | 0–1     | مصر | مباراة ودية                                                  |
| 23 يوليو 1992  | الكاميرون | 0–1     | مصر | مباراة ودية                                                  |
| 16 مارس 1994   | الكاميرون | 0–0     | مصر | ألعاب أولمبية                                                |
| 18 يناير 1996  | الكاميرون | 2–1     | مصر | دور المجموعات في كأس الأمم الأفريقية 1996                    |
| 22 ديسمبر 1997 | الكاميرون | 0–2     | مصر | مباراة ودية                                                  |
| 4 فبراير 2002  | الكاميرون | 1–0     | مصر | دور المجموعات في كأس الأمم الأفريقية 2002                    |
| 3 فبراير 2004  | الكاميرون | 0–0     | مصر | دور المجموعات في كأس الأمم الأفريقية 2004                    |
| 5 سبتمبر 2004  | الكاميرون | 3-2     | مصر | تصفيات كأس العالم 2006                                       |
| 7 أكتوبر 2004  | الكاميرون | 1–1     | مصر | تصفيات كأس العالم 2006                                       |
| 22 يناير 2008  | الكاميرون | 2–4     | مصر | دور المجموعات في كأس الأمم الأفريقية 2008                    |
| 10 فبراير 2008 | الكاميرون | 0–1     | مصر | نهائي كأس الأمم الأفريقية 2008                               |
| 25 يناير 2010  | الكاميرون | 1–3     | مصر | ربع نهائي كأس الأمم الأفريقية 2010                           |
| 20 مايو 2012   | الكاميرون | 1–2     | مصر | مباراة ودية                                                  |
| 5 فبراير 2017  | الكاميرون | 2–1     | مصر | نهائي كأس الأمم الأفريقية 2017                               |
| 3 فبراير 2022  | الكاميرون | 0 - 0   | مصر | نصف نهائي كأس الأمم الأفريقية 2021 (فازت مصر بركلات الترجيح) |